# شویع عتیج
شویع عتیج، روستایی از توابع بخش مرکزی شهرستان شوش در استان خوزستان ایران است.

## جمعیت
این روستا در دهستان حسین‌آباد (شوش) قرار دارد و براساس سرشماری مرکز آمار ایران در سال ۱۳۸۵، جمعیت آن ۷۵ نفر (۱۱خانوار) بوده‌است.